# Liceo Gorgia Vittorini
L'Istituto superiore "Gorgia Vittorini Moncada" è una scuola superiore nelle città di Lentini e Francofonte, intitolata a Gorgia, Elio Vittorini e ad Alfio Moncada. Inoltre la sede di Francofonte è intitolata a Matteo Gaudioso. L'istituto offre gli indirizzi liceo classico, liceo delle scienze umane, liceo linguistico, liceo scientifico, liceo scientifico sportivo, liceo scientifico delle scienze applicate , liceo scientifico quadriennale e il liceo classico europeo.

## Storia

### Dal Ginnasio di Lentini all’accorpamento
Il Ginnasio di Lentini fu fondato nel 1934, nei locali dell’ex Orfanotrofio di piazza Raffaello. Nel 1954 fu inaugurata una nuova sede, realizzata con i fondi del Piano Marshall, e il Ginnasio assunse la denominazione di Liceo Classico Gorgia.
Nel 1962 fu istituita la prima sezione dell’indirizzo scientifico all’interno del Liceo Gorgia. Tale indirizzo si sviluppò fino a ottenere l’autonomia nel 1970, con la creazione del Liceo Scientifico Vittorini. Questo liceo, inizialmente ospitato in sedi provvisorie, trovò una sede definitiva nell’attuale istituto polivalente di via Riccardo da Lentini.
Il Liceo Scientifico di Francofonte, nato come sezione distaccata, dipese prima dal Liceo Vittorini e poi dal Liceo Gorgia. In seguito a varie riorganizzazioni, ottenne una sede moderna e adeguata alle esigenze formative del territorio.

### Istituto Moncada e il secondo accorpamento
L’Istituto Professionale di Stato Alfio Moncada è stato istituito il 10 maggio 1967 con decreto del Presidente della Repubblica (G.U. 20/04/1968, n. 101). In precedenza, la struttura ospitava una scuola di avviamento professionale, rivolta a studenti provenienti da contesti socio-economici modesti e destinata alla formazione nel settore agricolo. L’istituto prende il nome dall’ex preside della scuola di avviamento, noto per l’innovatività dei suoi metodi didattici.
Inizialmente offriva due qualifiche: Addetto alla segreteria d’azienda e Applicato ai servizi amministrativi. Dal 1970 è stato introdotto il diploma, permettendo l’accesso agli studi universitari. Nel tempo, l’offerta formativa si è ampliata con nuovi indirizzi, tra cui Servizi Commerciali e Manutenzione e Assistenza Tecnica. Dal 2000/01 sono stati aggiunti Enogastronomia, Sala e Vendita e Accoglienza Turistica. Successivamente si sono aggiunti il Liceo Scientifico a indirizzo sportivo e l’Istituto Tecnico di Biotecnologie Ambientali.
Nel gennaio del 2025 il piano di dimensionamento scolastico della Regione Sicilia ha decretato l’accorpamento dell’IS “Gorgia Vittorini” con l’IS “A. Moncada”.  Il nuovo Istituto, con la delibera D.A./N.313 del 22/01/2025 viene denominato “Istituto Superiore Gorgia Vittorini Moncada”
Attualmente, quelli che erano quattro istituti separati fanno parte di un unico polo liceale istituito tramite provvedimenti regionali. Questo polo è articolato in quattro sedi, con percorsi formativi diversificati che rispondono alle esigenze educative di un’ampia area geografica.